# 菅原高視
菅原 高視（すがわら の たかみ）は、平安時代前期の貴族。右大臣・菅原道真の長男。官位は従五位上・大学頭。

## 経歴
寛平5年（893年）に文章得業生となり、翌寛平6年（894年）正六位上・三河掾に叙任される。その後、大学頭兼右少弁となるが、延喜元年（901年）昌泰の変が発生すると父の右大臣・菅原道真に連座して土佐介に左遷された。5年後に帰京して大学頭に復している。
延喜13年（913年）7月21日卒去。享年38。

## 官歴
- 寛平5年（893年） 日付不詳：文章得業生
- 時期不詳：正六位上[2]
- 寛平6年（894年） 8月16日：三河掾[2]
- 時期不詳：従五位上[3]。右少弁[3]。大学頭[4]
- 延喜元年（901年） 正月27日：土佐介（左降）[4]
- 延喜13年（913年） 7月21日：卒去

## 関連項目

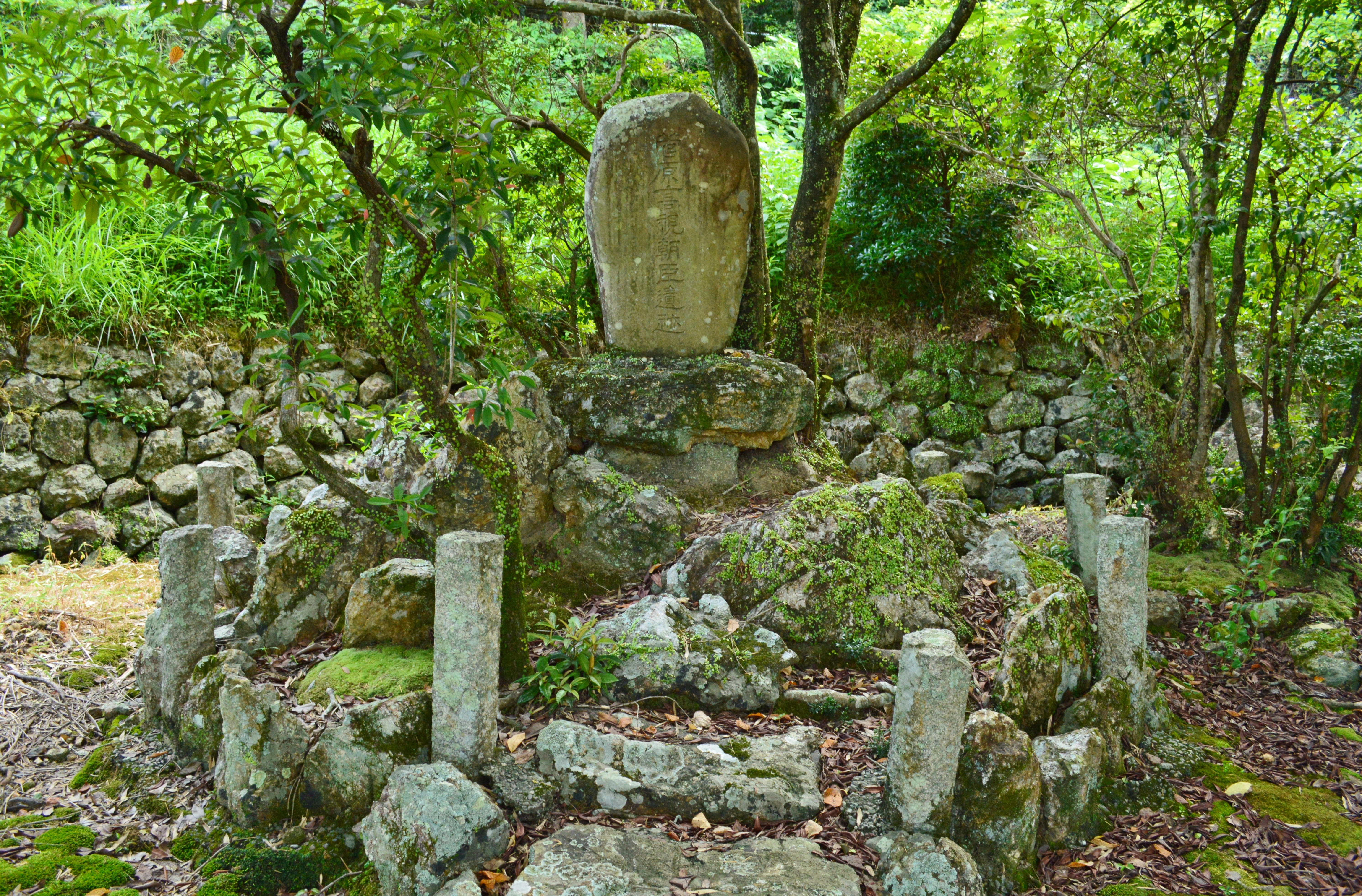
菅原高視遺跡碑
（高知県高知市）

## 系譜
注記のないものは『尊卑分脈』による。
- 父：菅原道真
- 母：島田宣来子 - 島田忠臣の娘
- 妻：菅原宗岳（または宗岡氏）の娘
  - 男子：菅原文時（899-981）
  - 男子：菅原雅規（919-979）
- 生母不明の子女
  - 男子：菅原緝熙
  - 男子：菅原至貫[5]
  - 男子：菅原庶幾